# Symmachia hippea
Symmachia hippea är en fjärilsart som beskrevs av Herrich-Schäffer 1853. Symmachia hippea ingår i släktet Symmachia och familjen Riodinidae. Inga underarter finns listade i Catalogue of Life.